# ティム・モンゴメリ
ティム・モンゴメリ（Tim Montgomery, 1975年1月28日 - ）は、アメリカの陸上短距離選手。

## 経歴
ジュニア時代から頭角を現し、1994年に100mで9秒96のジュニア世界新をマークするが、その後に行われた距離測定での結果が99.96mと、4cm足りなかったため記録は認められず、幻のジュニア世界新となった。1997年、世界選手権100mで銅メダルを獲得。2005年12月に米国反ドーピング機関から薬物違反を指摘され、スポーツ仲裁裁判所で争われたが、ドーピング違反であるとの裁定が出た。この結果、2001年3月31日以降の成績は無効となり、2001年世界選手権100m銀メダルや、2002年9月14日にIAAFグランプリファイナル100mでマークした「9秒78」、2002年度ジェシー・オーエンス賞などの記録、成績が抹消されることとなった。
またこの裁定の後、2005年6月から2年間の出場停止処分となるが、裁定から数日後に引退を表明。パートナーだったマリオン・ジョーンズと離婚したことも明らかにした。
2006年4月28日、数百万ドルに及ぶ巨額詐欺と資金洗浄に関与していたとして逮捕される。
さらに2008年5月1日には、ヘロインの取引に関わったとして逮捕された。裁判では有罪・5年の懲役刑が科せられた。

## 主な成績
| 年   | 大会                     | 場所                       | 種目    | 結果 | 記録   | 備考    |
| ---- | ------------------------ | -------------------------- | ------- | ---- | ------ | ------- |
| 1996 | オリンピック             | アトランタ（アメリカ）     | 4x100mR | 2位  | 38秒05 | [ 1 ]   |
| 1997 | 世界選手権               | アテネ（ギリシャ）         | 100m    | 3位  | 9秒94  |         |
| 1999 | 世界選手権               | セビリア（スペイン）       | 100m    | 6位  | 10秒04 |         |
| 1999 | 世界選手権               | セビリア（スペイン）       | 4x100mR | 1位  | 37秒59 | 第2走者 |
| 2000 | オリンピック             | シドニー（オーストラリア） | 4x100mR | 1位  | 37秒61 | [ 2 ]   |
| 2000 | IAAFグランプリファイナル | ドーハ（カタール）         | 100m    | 2位  | 10秒27 |         |
| 2001 | 世界室内選手権           | リスボン（ポルトガル）     | 60m     | 2位  | 6秒46  |         |

## 記録
- 100m ‐ 9秒92 （1997年6月13日）
- 200m ‐ 20秒52 （1999年5月8日）
- 4x100mリレー － 37秒59 （1999年8月29日）